# Moritz Schanz
Moritz Schanz (* 12. Dezember 1853 in Treuen; † 28. Oktober 1922 in Chemnitz) war ein deutscher Kaufmann, Forschungsreisender und Kolonialschriftsteller.

## Leben
Schanz erhielt seine Schulbildung in Chemnitz und absolvierte dort eine kaufmännische Lehre. Ab 1875 war er als Kaufmann in Rio de Janeiro tätig. 1890 gab er diese Tätigkeit auf und bereiste während der nächsten zehn Jahre alle Weltteile zu wirtschaftlichen und kolonialen Studien.
Von 1897 bis 1898 leitete er die von der Reichsregierung beauftragte Handelskommission auf ihrer Reise nach Ostasien. Von 1902 bis 1903 war er in ähnlicher Mission in Britisch-Südafrika tätig. Schanz wirkte in den Vorständen zahlreicher gemeinnütziger kolonialer Gesellschaften und entfaltete eine rege Tätigkeit zur Förderung des Baumwollanbaus in den deutschen Kolonien.
Weiterhin verfasste Schanz als Autor ein umfangreiches Werk kolonialer Werke, vor allem Reiseberichte und Studien zum Baumwollanbau.

## Schriften (Auswahl)
- Quer durch Süd-America. Mauke. Hamburg 1891.
- Das heutige Brasilien. 1893.
- Ein  Zug  nach  Osten. Band 1: Reisebilder aus Indien, Birma, Ceylon, Straits Settlements, Java, Siam. Band 2: Reisebilder aus China, Korea, Ostsibirien, Japan, Alaska und Canada. 1897.
- Australien und die Südsee an der Jahrhundertwende. Süsserott, Berlin 1901.
- Japanische Bastpapiere. In: Der Tropenpflanzer. Ausgabe Nr. 7. Band 5. Berlin 1901, S. 317–318.
- Die Faserpflanzen und die Boehmeria-Kultur in Japan. Ausgabe Nr. 5. Band 5. Berlin.1901, S. 227–231.
- Australien  und  die  Südsee. 1901.
- Ost- und Südafrika. Süsserott, Berlin 1902.
- Westafrika. Süsserott, Berlin 1903.
- Nordafrika. 1905.
- Zielpunkte  der  Exportpraxis. 1908.
- Baumwolle in den Vereinigten Staaten von  Nordamerika. 1908.
- Baumwollbau in deutschen Kolonien. Taylor, Garnett, Evans, Manchester 1910.
- Der Neger in  den Vereinigten Staaten von Nordamerika. 1911.
- Die Baumwolle in Ostindien. 1913.
- Die Baumwolle in Egypten. 1913.
- Die Baumwolle in Ägypten und im englisch-ägyptischen Sudan. Geschäftsstelle der Tropenpflanzer, Berlin 1913.
- Die Baumwolle in Ostindien. Geschäftsstelle der Tropenpflanzer, Berlin 1913.
- Die Baumwolle in Russisch-Asien. Geschäftsstelle der Tropenpflanzer, Berlin 1914.
- Baumwoll-Anbau, -Handel und -Industrie in den Vereinigten Staaten von Nordamerika. Geschäftsstelle der Tropenpflanzer, Berlin Neubearb. 2. August 1915.